# Tanqueray
Tanqueray ist eine britische Gin-Marke, die weltweit vermarktet wird. Sie gehört zum multinationalen Getränke- und Spirituosenkonzern Diageo, der Tanqueray zu seinen „strategischen Marken“ zählt.

## Geschichte
Der Firmengründer Charles Tanqueray entstammte einer Klerikerfamilie aus dem englischen Bedfordshire. 1830 errichtete er eine Destillerie im Londoner Stadtteil Bloomsbury, die Gin von hoher Qualität herstellte. 1847 stieg Tanqueray ins Exportgeschäft ein und belieferte zunächst die britischen Kolonien, vor allem Jamaika. Nach seinem Tode im Jahr 1868 erbte sein Sohn Charles Waugh Tanqueray das Unternehmen. Im Jahr 1898 verschmolz die Firma mit Gordon’s Gin zur Tanqueray Gordon & Co.
Später wurde Tanqueray Gin auch in den Vereinigten Staaten zu einer populären Marke, etwa als Hauptbestandteil im Drink Dry Martini. 
Bei deutschen Luftangriffen im Jahr 1941 wurde die Destillerie fast vollständig zerstört – nur ein Brennkessel blieb unversehrt und ist bis heute in Gebrauch. Der Großteil der Produktion findet heute im schottischen Cameronbridge statt. Die Bezeichnung London Dry Gin gibt nicht die Herkunft an, sondern bezieht sich auf die Rezeptur und das Herstellungsverfahren.

## Produkte

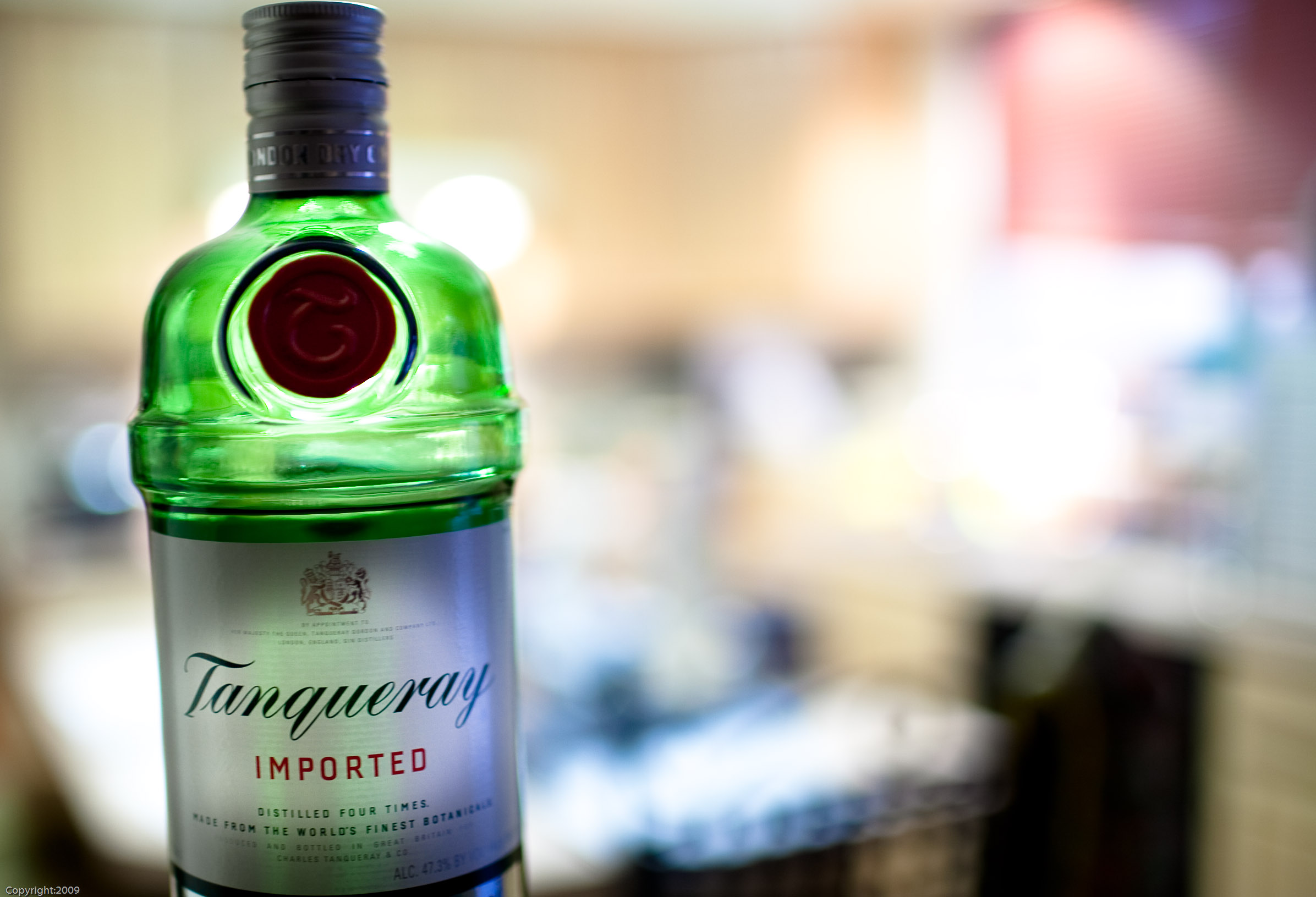
Tanqueray London Dry Gin

Der Tanqueray London Dry Gin, die ursprüngliche Marke, wird in verschiedenen Stärken von 40 bis 47,3 Volumenprozent Alkohol verkauft. Hauptmärkte sind Großbritannien, die Vereinigten Staaten, Kanada und Spanien. Das Design der auffälligen grünen Flaschen ist einem dreiteiligen Cocktail-Shaker nachempfunden.
Der Tanqueray Sterling Vodka wurde 1989 eingeführt. Ebenfalls erhältlich ist der aromatisierte Citrus-Wodka.
Der Gin Tanqueray No. Ten wurde 2000 auf den Markt gebracht. Ebenso wie der London Dry Gin zeichnet er sich durch eine vierfache Destillation und die Zugabe von frischen Zitrusfrüchten aus.
Für den 2006 eingeführten Tanqueray Rangpur Gin wird das Aroma der Rangpur-Frucht, Ingwer und Lorbeer verwendet.
Der wenig erfolgreiche Tanqueray Malacca Gin wurde nur von 2000 bis 2004 vertrieben. Diageo brachte diese Sorte 2013 in einer limitierten Edition erneut auf den Markt. Seit 2018 ist der Malacca Gin aufgrund der hohen Nachfrage wieder regulär erhältlich.
Seit April 2018 ist der mit Bitterorange und Orangenblüten aromatisierte Tanqueray Flor de Sevilla im Vereinigten Königreich und Spanien erhältlich.
Im Februar 2021 wurde der alkoholfreie Tanqueray 0.0 eingeführt. Dieser soll laut Hersteller aus destillierten Extrakten von Wacholder, Koriander, Süßholz und Angelica (Arznei-Engelwurz) gemacht sein.